# Lomtjärnarna (Arjeplogs socken, Lappland, 729624-159820)
Lomtjärnarna är en sjö i Arjeplogs kommun i Lappland och ingår i Skellefteälvens huvudavrinningsområde.